# FC Bizau
Der Kaufmann Bausysteme FC Bizau ist ein österreichischer Fußballverein aus Bizau im Bregenzerwald (Vorarlberg). Der Verein spielt seit der Saison 2018/19 in der Vorarlbergliga.

## Geschichte
Am 22. November 1970 wurde der FC Bizau offiziell gegründet.
Nach der offiziellen Vereinsgründung nahm der FC Bizau erstmals 1974/75 in der damals noch existierenden „Bregenzerwald-Liga“ in einem regulären Meisterschaftsbetrieb teil.
Nach Auflösung der „Bregenzerwald-Liga“ wurde der FC Bizau in der Saison 1996/97 in den Meisterschaftsbetrieb des Vorarlberger Fußballverbands der 2. Landesklasse eingeordnet. Gleich in dieser ersten Saison konnte auch der Meistertitel in der Spielklasse erreicht werden.
Nach einer Saison in der 1. Landesklasse stand dann im zweiten Jahr bereits der nächste Erfolg zu buche. Als Tabellenzweiter durfte in der Saison 1998/99 der Aufstieg in die Landesliga gefeiert werden.
Danach folgten zwei Jahre in der Landesliga, bevor in der Saison 2001/02 der Aufstieg in die höchste Spielklasse des Vorarlberger Fußballverbands fest stand.
Von 2002 bis 2014 spielte der FC Bizau ununterbrochen in der höchsten Spielklasse des Vorarlberger Fußballverbands.
Nach erreichen des ersten Meistertitels in der Vorarlbergliga in der Saison 2010/11 verzichtete der Verein auf den Aufstieg in die Regionalliga West. Dies änderte sich nach erreichen des zweiten Titels in der Saison 2013/14. Der Verein stellte sich der Herausforderung und musste aber nach nur einer Saison in der Regionalliga West wieder den Gang in die Vorarlbergliga antreten.
Ab der Saison 2015/16 spielt der FC Bizau wieder in der Vorarlbergliga.

## Erfolge

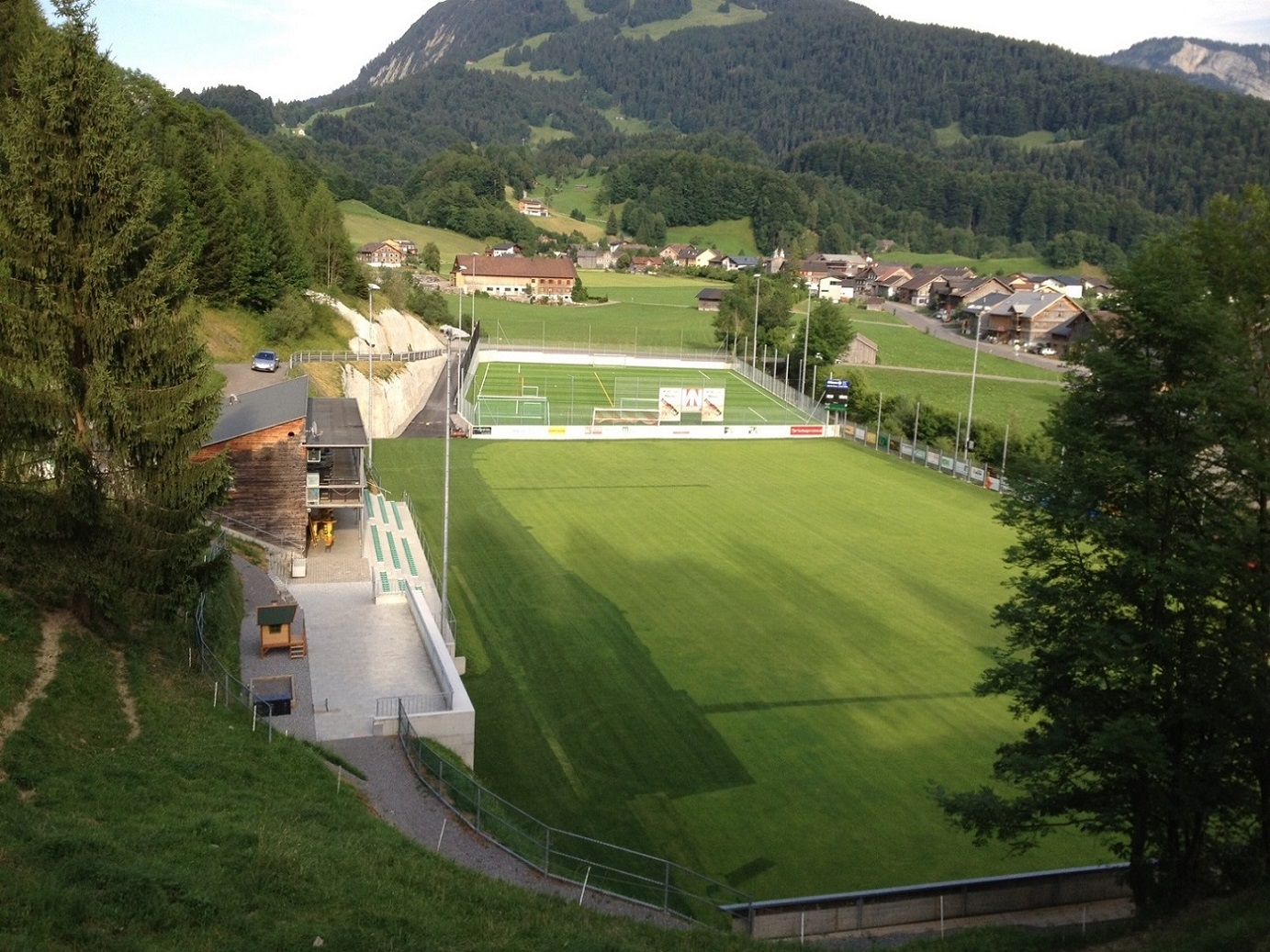
Bergstadion

- 1991 – 1. Meistertitel in der Bregenzerwald Liga
- 1997 – 1. Meistertitel in der 2. Landesklasse (Aufstieg in die 1. Landesklasse)
- 1999 – Vize-Meistertitel in der 1. Landesklasse (Aufstieg in die Landesliga)
- 2002 – Vize-Meistertitel in der Landesliga (Aufstieg in die Vorarlbergliga)
- 2006 – Vize-Meistertitel in der Vorarlbergliga
- 2010 – 1. Meistertitel in der Vorarlbergliga (Aufstiegsverzicht in die Regionalliga West)
- 2013 – 2. Meistertitel in der Vorarlbergliga (Aufstieg in die Regionalliga West)